# Abadia de Lacock
L'Abadia de Lacock, situada a Lacock, Wiltshire (Anglaterra) va ser fundada el 1232 (durant el regnat d'Enric III d'Anglaterra) per Ela, comtessa de Salisbury i habitada per monges de l'orde agustina. El 1539 a causa de la dissolució dels monestirs decretada per Enric VIII es va vendre a William Sharington, el qual la va reconstruir per ser habitada com a casa particular i va romandre en aquesta família fins al 1944, any en el qual Matilda Talbot la va donar a l'ONG National Trust.

## Història
L'abadia va ser fundada el 1229 i posada la primera pedra el 16 d'abril de 1232 per la tercera comtessa de Salisbury, en memòria del seu finat espòs William Longespée (1176-1226) -fill il·legítim d'Enric II d'Anglaterra-. La comtessa es va retirar a l'abadia com a monja el 1238 i va ser abadessa des de 1240 fins a 1257, durant el seu mandat va aconseguir drets per al monestir així com per a la població de Lacock, al Llibre de Lacock està documentada la seva fundació dels monestirs de Lacock i d'Henton. Va morir el 24 d'agost de 1261 i va ser enterrada a la mateixa abadia, en la seva làpida es troba una inscripció amb la llegenda de: 
| « | Es troben enterrats els ossos de la venerable Ela, qui va donar aquesta santa casa com a llar per a les monges. Ella també ha viscut aquí com abadessa i comtessa de Salisbury, plena de bones obres. | » |

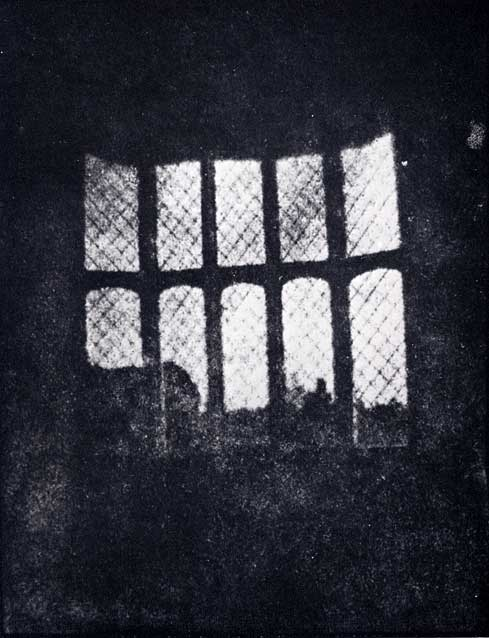
Gelosia de la finestra per Henry Fox Talbot (1835) conservada al Museo de l'abadia.

El 1540, després de la dissolució dels monestirs, William Sharington, va comprar l'edifici a Enric VIII per 783 £, que va convertir en la seva residència privada. Va conservar gran part de la part medieval, es va afegir una torre octogonal de tres pisos, unes grans xemeneies renaixentistes i un pati, encara que va demolir l'església.
La casa amb el temps i després de diverses modificacions, va passar a la família Talbot. Amb més gran freqüència s'associa amb William Henry Fox Talbot, el qual en 1835 va realitzar el primer exemple conegut d'un negatiu fotogràfic estricte, no per contacte, és una imatge d'una gelosia de la galeria sud de l'abadia. Talbot va continuar amb els seus experiments a l'abadia i el 1840 havia descobert el procés de negatiu / positiu per gravar imatges fotogràfiques per mitjans químics: el calotip és un mètode fotogràfic, basat en un paper sensibilitzat amb nitrat d'argent i àcid gàlic que després de ser exposat al llum era posteriorment revelat ambdues substàncies químiques i fixat amb hiposulfit.

## Museu Fox Talbot
A l'Abadia es troba el Museu Fox Talbot dedicat al treball pioner de Talbot en la fotografia i també es conserva la fotografia original de la gelosia de casa seva. La casa s'ha utilitzat també com a escenari de pel·lícules com Harry Potter i la pedra filosofal, Harry Potter i el misteri del Príncep, Orgull i prejudici, Moll Flanders, Emma i Les germanes Bolena.

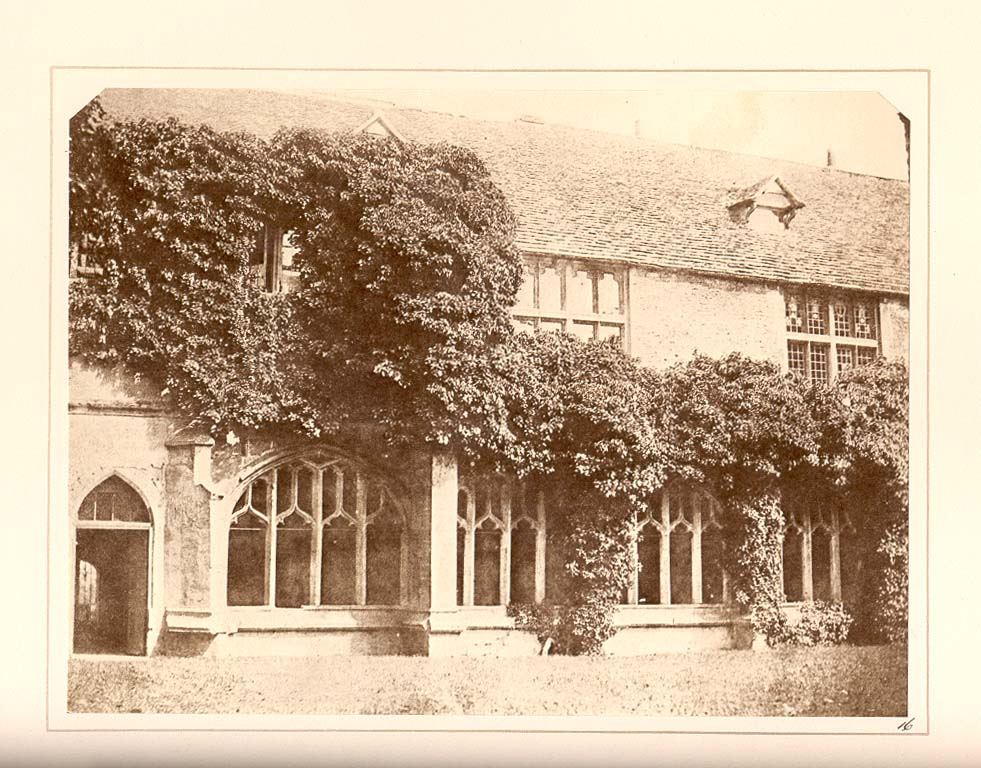
Detall del claustre de l'abadia (1844)
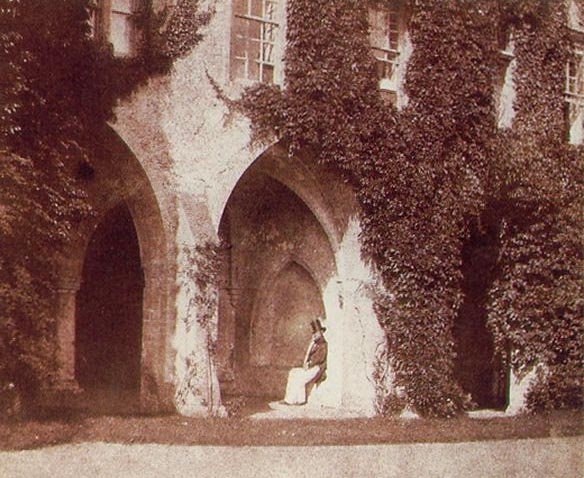
Detall del claustre per William Henry Fox Talbot